# محمد إبراهيم همت

محمد إبراهيم همت (بالفارسية: محمدابراهيم همت؛ 1956 - 1984) قائد الحرس الثوري إبان الحرب العراقية الإيرانية وكان من المعارضين الدولة البهلوية قبل الثورة الإيرانية وشارك في حرب لبنان ضد إسرائيل بمدة قصيرة بعد الانتصار الثورة ثم عاد إلى إيران وذهب إلى الجبهة وتولى المسئوليات المهمهة في الحروب، توفي عام 1984 في عمليات خيبر.

## النشأة
ولد محمد إبراهيم همت عام 1956 في مدينة شهرضا الإيرانية وقد أمضي حياته في هذة المدينة وحصل على الدرجة الدبلوم من كلية تدريب المعلمين وبعد أن أكمل خدمته العسكرية عاد إلى مدينته وقام بتدريس التأريخ في الوقت الذي حاول تبيين وشرح أفكار روح الله الخميني للطلاب وهذا هو السبب الذي جعل منظمة المخابرات والأمن القومي (سافاك) تهدده عدة مرات.
ثم ذهب إلى مدينة قم المقدسة وجالس العلماء فكان إضافة إلى التدريس، يلقي المحاضرات في المجالس والاجتماعات الخاصة ولهذا تابعه سافاك وراقبه فاضطر محمد همت إلى الفرار فذهب إلى مدن مختلفة وبعد أن أشتعلت المظاهرات العمومية رجع إلى شهرضا وقاد الاحتجاجات الجماعية حتى صدر حكم إعدامه ولكنه إختفى حتى نهاية الثورة.

## بعد إنتصار الثورة الإسلامية
بعد انتصار الثورة الإسلامية كان له دور أساسي في التنظيم والدفاع عن البلد وتشكيل اللجنة الإسلامية في مدينته وكان من بين اولئك الذين قاموا بتشكيل الجيش في منطقته.
وفي عام 1980 ذهب إلى مدن المحمرة وشاباهار وكناراك وقام بنشاطات الدينية ثم اُرسل إلى منطقة كردستان في عام 1981 التي كانت قسم منها بيد المرتزقة فحاربهم حتى اخرجهم منها فأصبحت المنطقة آمنة من وجود العصابات والأشرار في فترة قصيرة وكان يعين الناس على مشاكلهم ومن أهم أعماله نشر البرامج الثقافية.

## الحرب العراقية الإيرانية
شارك في بداية الحرب العراقية الإيرانية وقدم الخدمات على مر السنين وأصبح واحدا من القادة الإيرانيين في الحرب العراقية الإيرانية؛ اشترك في العديد من العمليات وأهمها عمليات بيت المقدس وفتح المبين ولعب دورًا مهماً في استعادة مدينة المحمرة باستخدام أفضل الفنون العسكرية.
و في اندلاع الحرب في جنوب لبنان في عام 1982 وقف إلى جانب المسلمين والشعب اللبناني ضد الصهاينة ثم رجع إلى وطنه بعد الشهرين وبعد بدء عمليات رمضان في منطقة شرق البصرة تولى قيادة فرقة قتالیة ثم عيّن قائدًا للجيش وفي عمليات مسلم ابن عقيل وعمليات محرم كان قائد المعسكر وكذالك في كثير من العمليات.
كان حريصا على تنفيذ الأوامر والإرشادات الخميني ويقول «مسألتنا اليوم هي مسألة الإسلام والدفاع عنه وعن القرآن»
فكان يبادر في العمليات ويشرف عليها ويراقبه بنفسه ولهذا كانت قواته أكثر شهامة وسرعة.

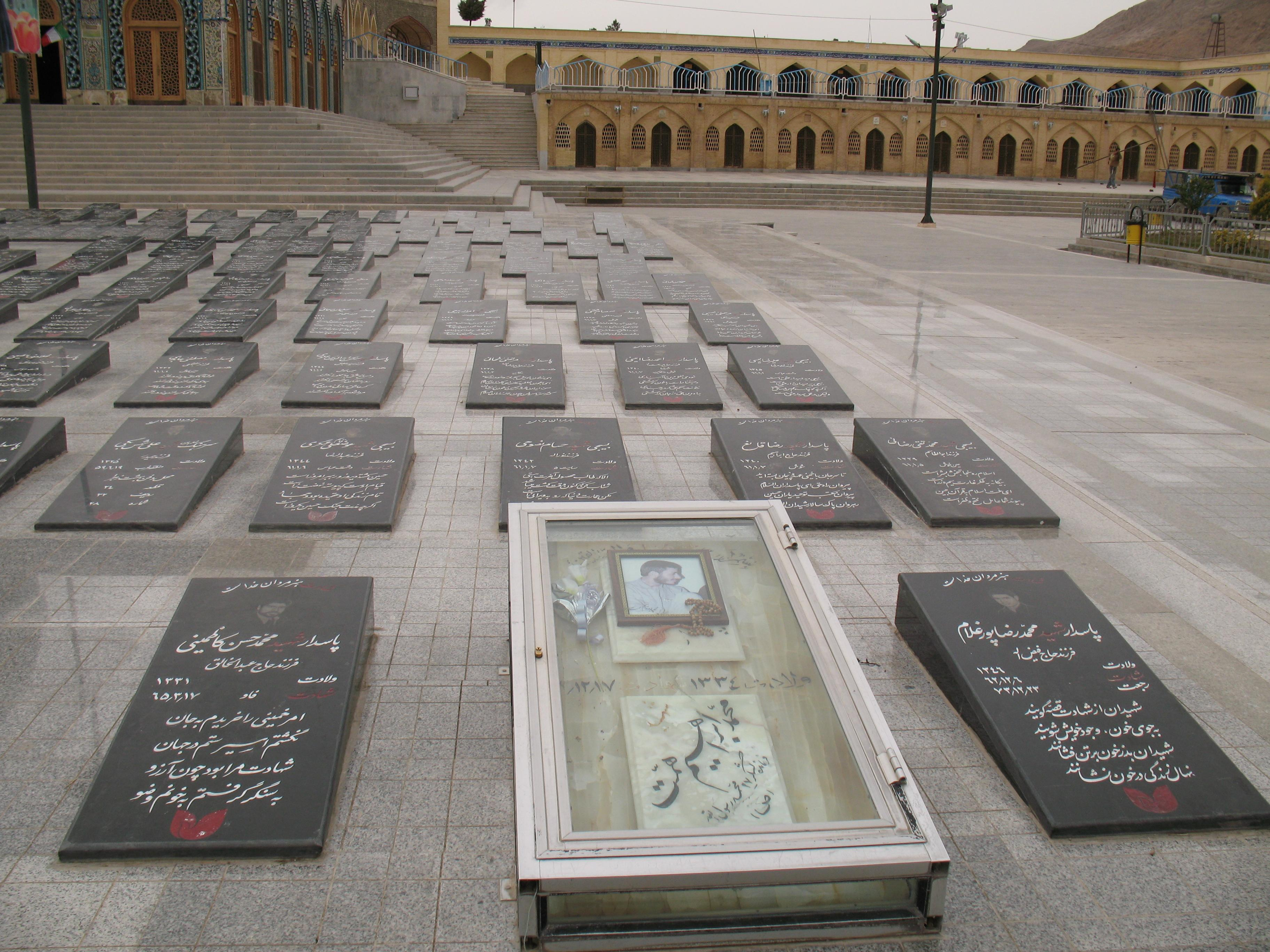
صورة لقبره في مدينة شهررضا

## الوفاة
اشترك في عمليات خيبر وحيث كانت القوات الإيرانية تقاوم الجييش العراقي فكان وجوده في خطوط الأمامية لسيطرة على الوضع فأُطلق عليه النار وقتل مع مرافقه في جزيرة مجنون. وهو كان يقول لزملائه أثناء العمليات "يجب علينا المقاومة وأن نمنع من استعادة المناطق المحررة من قبل العدو. أونستشهد هنا جميعا أو نحتفظ بجزيرِة مجنون.
دفن إبراهيم همت في مدينته في شهرضا بجوار مقبرة شاه رضا من أبناء الإمام موسي ابن الجعفر.

## الوصلات الخارجية
- https://www.youtube.com/watch?v=V9hwaqesskY
- https://www.youtube.com/watch?v=I6u3NnMR8Io